# WE (음악 그룹)
WE는 대한민국의 4인조 혼성 힙합 그룹이다.

## 멤버

### 마초
- 본명 황동주
- 1983년 9월 8일 출생
- 가수 겸 뮤지컬배우

### 강한
- 본명 정지훈
- 1981년 5월 20일 출생
- 대진대학교 졸업
- 前 블랙 비트 멤버

### 만두
- 본명 명상우
- 1983년 출생
- 가수 겸 안무가
- 만두와 치기 멤버
- 경희사이버대학교 문화예술경영 학사

## 전 멤버

### 로지
- 본명 강소연
- 1988년 5월 23일 출생
- 가수 겸 배우
- 2014년 탈퇴

## 음반
- 비歌 (2011)
- WE the PARTY (2012)